# Ferdinand Waldo Demara
Ferdinand Waldo Demara (n. 21 decembrie 1921, Lawrence⁠(d), Massachusetts, SUA – d. 7 iunie 1982, Anaheim, California, SUA) a fost un aventurier american care a devenit cunoscut drept „The Great Impostor” (Marele Înșelător) datorită abilității sale de a-și asuma identități false. Demara a imitat un chirurg naval, un inginer civil, un ajutor de șerif, un director adjunct de închisoare, un doctor în psihologie aplicată, un îngrijitor de spital, un avocat, un expert în îngrijirea copiilor, un călugăr benedictin, un călugăr trapist, un editor, un cercetător în domeniul cancerului și un profesor.
În timpul carierei sale de impostor, Demara a reușit să obțină numeroase slujbe și să se impună ca expert în domeniile în care se prezenta. Cu toate acestea, a fost descoperit și condamnat la închisoare pentru înșelăciune. Într-unul dintre cazuri, prezentându-se ca profesor, Demara a fost condamnat la șase luni de închisoare.
Puține fapte verificate sunt cunoscute despre Demara, deoarece există doar câteva surse care au documentat viața sa. Cu toate acestea, se știe că Demara poseda o memorie excepțională și avea reputația de a avea un IQ remarcabil. Conform relatărilor, el era capabil să memoreze cu ușurință tehnicile complexe din manuale și își baza acțiunile pe două reguli cardinale: „Sarcina probei revine celui care acuză” și „Când ești în pericol, atacă”. Într-o carte despre viața sa, Demara și-a descris propria motivație ca fiind „Ticăloșie, pură ticăloșie”.

## Biografie
Ferdinand Demara, cunoscut sub numele de „Fred”, s-a născut în anul 1921, în orașul Lawrence, Massachusetts. Tatăl său, Ferdinand Waldo Demara Sr., era originar din Rhode Island și lucra ca operator de cinematografie în vechiul District al Teatrelor din Lawrence. Familia locuia pe Jackson St., într-un cartier de clasă superioară, iar tatăl lui Demara Sr. era un membru activ al sindicatului din teatrele deținute de fratele său, Napoleon Demara Sr. Acesta deținea multe dintre teatrele din Lawrence.
În timpul Marii Depresiuni, familia lui Demara a avut de suferit financiar, iar tatăl său a intrat în insolvență, forțând familia să se mute într-o zonă mai săracă a orașului, la adresa 40 Texas Avenue, în partea de sud-vest a cartierului Tower Hill. Cu toate acestea, Demara Sr. a reușit să-și păstreze legăturile cu lumea teatrelor și a continuat să lucreze în industria cinematografică.
În timpul perioadei de dificultăți financiare din familie, la vârsta de 16 ani, Demara Jr. a fugit de acasă și s-a alăturat călugărilor trapisti din Rhode Island. După doi ani, el a fost sfătuit că nu avea calitățile necesare pentru a fi trapist și a fost trimis la o casă de băieți a Fraților de Caritate din apropiere de Montreal, Canada. Mai târziu, a fost transferat la o altă casă de băieți a Fraților de Caritate din West Newbury, Massachusetts, unde a predat clasa a patra.
După o dispută cu superiorii săi, Demara a fugit din casa de băieți și s-a înrolat în armata Statelor Unite în 1941, la vârsta de 20 de ani. 

## Imitații
În anul următor, Ferdinand Demara a decis să-și schimbe viața, adoptând identitatea lui Anthony Ignolia, un fost camarad din armată. Astfel, el a devenit un dezertor și a început o nouă viață sub numele fals. Pentru o perioadă de timp, el a locuit la Abația Maicii Domnului de la Gethsemani, o mănăstire trapista situată în Kentucky. Cu toate acestea, Demara a fost recunoscut de un fost cunoscut de la mănăstirea trapista anterioară, astfel că a decis să plece înainte ca adevărata sa identitate să fie dezvăluită. Apoi, el s-a mutat la mănăstirea New Melleray, situată în apropiere de orașul Dubuque, Iowa. În cele din urmă, Demara s-a întors acasă. Deși tatăl său l-a încurajat să se predea autorităților militare pentru dezertarea sa, Ferdinand Demara a refuzat să facă acest lucru.
După ce a părăsit mănăstirea, Ferdinand Demara s-a înrolat în Marina americană și a urmat o pregătire medicală pentru a deveni infirmier de spital, dar nu a reușit să ajungă la poziția dorită. Astfel, el și-a înscenat sinuciderea și a adoptat o nouă identitate, Robert Linton French, devenind psiholog orientat spre religie. Sub acest nume fals, „Dr. French” s-a prezentat la New Subiaco Abbey, o mănăstire benedictină din Arkansas, ca un posibil convertit la catolicism. Însă, după câteva săptămâni, a fost acuzat că și-a falsificat documentele și a fost nevoit să părăsească mănăstirea. El a călătorit apoi la Chicago, unde s-a alăturat Clericilor Sfântului Viator, înainte de a trece la Ordinul Sfântului Camillus din Milwaukee.
După ce s-a certat din nou cu superiorii săi, de data aceasta din cauza lipsei de abilități culinare, Demara a plecat și s-a mutat în New Jersey, unde s-a alăturat noviciatului paulist din Oak Ridge. 
Sub numele de „Dr. French”, Demara a aplicat pentru diferite locuri de muncă la colegii catolice și a reușit să obțină o poziție de profesor de psihologie la Colegiul Gannon din Erie, Pennsylvania, unde a fost ulterior numit decan al Școlii de Filosofie. Aici a predat psihologie generală, psihologie industrială și psihologie anormală, și a publicat o broșură intitulată „Cum să-ți educi copilul”, care a fost bine primită. Cu toate acestea, Demara a părăsit colegiul după un incident nefericit legat de cecuri false.
După incidentul cu cecurile false, a devenit pentru o perioadă scurtă de timp membru al mănăstirii benedictine Saint Bede's Abbey din Peru, Illinois, înainte de a se alătura Fraților Ospitalieri ai Sfântului Ioan. După aceasta, a fost infirmier într-un sanatoriu din Los Angeles și a fost profesor la Colegiul St. Martin's din statul Washington.
Însă, în cele din urmă, Ferdinand Demara a fost capturat de FBI și a petrecut 18 luni în închisoarea Naval Disciplinary Barracks din San Pedro, California, pentru dezertare.
După ce a fost eliberat din închisoare, Ferdinand Demara a continuat să-și schimbe identitatea și să-și falsifice documentele. El a studiat dreptul cu frecvență serală la Northeastern University sub o identitate falsă, apoi s-a alăturat Fraților de Instrucție Creștină din Maine, un ordin romano-catolic.
În timp ce se afla la Frații de Instrucție Creștină, Ferdinand Demara a făcut cunoștință cu un tânăr chirurg canadian pe nume Joseph C. Cyr. Acest lucru l-a inspirat pe Demara să-și asume identitatea lui Cyr și să se deghizeze ca un chirurg traumatolog la bordul HMCS Cayuga, un distrugător al Marinei Regale Canadiene, în timpul Războiului din Coreea. 
Într-o zi, un grup de 16 soldați au fost aduși pe bordul distrugătorului HMCS Cayuga cu răni grave și necesitau intervenții chirurgicale urgente. Demara, care pretindea că este chirurgul canadian Joseph C. Cyr, era singurul medic de pe navă. Fără a-și arăta teama, el a ordonat personalului să transporte răniții în sala de operație, în timp ce se afla în cabina sa, citind rapid diverse proceduri chirurgicale dintr-un manual. Ulterior, Demara a efectuat personal toate intervențiile chirurgicale, inclusiv o operație majoră la piept. În ciuda lipsei sale de pregătire medicală, toți soldații au supraviețuit operațiilor. Ziarele au prezentat povestea cu entuziasm și admirație pentru Demara, iar acesta a devenit subiectul principal al discuțiilor publice. În mod neașteptat, mama adevăratului Joseph C. Cyr (fiul ei, la momentul serviciului „său” în Coreea, practica de fapt medicina în Grand Falls, New Brunswick), a citit despre acest „chirurg” și a dezvăluit adevărata identitate a lui Demara. În ciuda faptului că a refuzat inițial să creadă că medicul său nu avea nicio pregătire medicală, căpitanul navei a fost nevoit să accepte adevărul. Marina canadiană a decis să nu depună plângere împotriva lui Demara, dar acesta a fost concediat din serviciul militar și a fost forțat să se întoarcă în Statele Unite.

### Filozofia din spatele imitațiilor lui Demara
Ferdinand Demara a avut o filozofie proprie în ceea ce privește imitațiile sale și modul în care a reușit să se integreze în diferite organizații. El credea că în fiecare organizație există o mulțime de puteri și abilități nefolosite care pot fi preluate și valorificate fără a strica relațiile cu ceilalți membri. El a fost de părere că nu trebuie să invadezi domeniul altcuiva pentru a-ți extinde influența, ci să găsești noi domenii care să ți se potrivească și să te adaptezi astfel încât să poți să valorifici abilitățile și cunoștințele pe care le ai deja. În acest fel, Demara a reușit să se potrivească în poziții care nu fuseseră ocupate anterior și să își construiască o carieră de succes ca impostor și escroc.
El a explicat aceste idei în biografia sa, spunând: „Am ajuns la două convingeri. Una era că în orice organizație există întotdeauna o mulțime de puteri nefolosite care zac libere și care pot fi preluate fără a înstrăina pe nimeni. A doua regulă este că, dacă vrei putere și vrei să te extinzi, nu trebuie să invadezi niciodată domeniul altcuiva, ci să deschizi altele noi...”.
Ferdinand Demara a dezvoltat o tehnică unică de a se integra în diferite organizații, pe care a numit-o „extinderea în vacuumul de putere”. El a fost de părere că, într-o organizație dată, există întotdeauna o serie de poziții sau puteri care nu sunt valorificate și care pot fi preluate fără a fi nevoie să se confrunte cu ceilalți membri ai organizației.
Pentru a-și atinge obiectivele, Demara a evitat să se alăture comisiilor sau grupurilor de lucru existente, deoarece acestea ar fi generat o competiție nedorită și ar fi putut să îi creeze dușmani. În schimb, el a căutat să își formeze propriul grup sau comitet, în care să poată impune propriile reguli și decizii. Astfel, nu ar fi trebuit să se supună standardelor sau legilor impuse de ceilalți membri și ar fi putut să își impună propriile viziuni și interpretări.
Demara a explicat această tehnică în biografia sa, spunând: „În acest fel nu există concurență, nu există standarde din trecut cu care să te măsori. Cum ar putea cineva să spună că nu conduci o echipă de top? Și apoi nu există legi, reguli sau precedente din trecut care să te țină în frâu sau să te limiteze. Fă-ți propriile reguli și interpretări. Nimic nu se compară cu asta. Țineți minte, extindeți-vă în vacuumul de putere!”

### Înființarea colegiului
În timp ce se prezenta drept fratele John Payne la Frații de Instrucție Creștină, Ferdinand Demara a avut o idee ambițioasă: să facă ordinul religios de învățătură mai proeminent prin înființarea unui colegiu în Alfred, Maine. Demara a acționat pe cont propriu și a obținut o carte de stat pentru colegiu. În 1951, când colegiul a fost fondat, Demara a părăsit ordinul religios, nemulțumit că nu a fost numit rector sau cancelar al noului colegiu și că a fost ales un nume pe care l-a considerat teribil.
Colegiul fondat de Demara, Colegiul LaMennais din Alfred, Maine, a început să funcționeze în 1951, dar a fost mutat în Canton, Ohio în 1959. În 1960, colegiul a primit un nou nume, Colegiul Walsh, și a devenit Universitatea Walsh, care există și astăzi. 

### Faima
După ce a fost dezvăluită identitatea sa, Ferdinand Demara a încercat să își găsească un alt loc de muncă, dar a avut dificultăți din cauza notorietății sale. El a fost nevoit să recurgă din nou la crearea de credențiale false pentru a obține un loc de muncă la o închisoare din Huntsville, Texas. Cu toate acestea, trecutul său a ieșit la iveală atunci când un deținut a găsit un exemplar al revistei Life cu un articol despre Demara.
În ciuda problemelor sale, Demara a reușit să obțină o oarecare faimă minoră în lumea televiziunii. Pe 5 noiembrie 1959, a apărut în emisiunea de jocuri suprarealiste „Take a Good Look”, prezentată de Ernie Kovacs, unde trebuia să fie ghicită identitatea sa. A apărut, de asemenea, într-un episod din emisiunea de tip quiz „You Bet Your Life”, prezentată de Groucho Marx, unde și-a povestit aventurile și a câștigat 1.000 de dolari, pe care i-a donat la „Feed and Clothe Fred Demara Fund”.
În 1960, Demara a obținut un mic rol într-un film de groază intitulat „The Hypnotic Eye”, ca parte a unei cascadorii publicitare. El a apărut în film pentru o scurtă perioadă de timp, jucând rolul unui chirurg de spital.

## Viața ulterioară
În anii 1960, Demara a lucrat ca consilier la Union Rescue Mission din centrul orașului Los Angeles. În 1967, el a obținut un certificat de absolvire la Multnomah School of the Bible din Portland, Oregon și a început să activeze ca pastor. Prima sa misiune ministerială a fost cea de pastor al Bisericii Baptiste Cherry Grove din Gaston, Oregon, unde a fost apreciat de enoriași.
Cu toate acestea, zvonurile despre trecutul său de impostor și escroc au început să circule și l-au afectat pe Demara, ceea ce l-a determinat să demisioneze din funcție. Deși unii enoriași au considerat că avea acreditări legitime și că își lua în serios postul, mulți alții au simțit că aceasta a fost încă o înșelătorie.
După aceea, Demara a slujit ca pastor al Bisericii Biblice Comunitare Toutle Lake din Toutle, Washington, timp de mai mulți ani. Apoi s-a mutat în Friday Harbor, Washington, în Insulele San Juan, unde a lucrat ca șofer de autobuz școlar. În timpul vieții sale ulterioare, el a fost invitat la emisiunea lui Tom Snyder, unde a discutat despre viața sa și despre ocupația sa de capelan.
Ferdinand Demara a avut o varietate de prietenii în timpul vieții sale, inclusiv o relație apropiată cu actorul Steve McQueen, căruia i-a dat ultima împărtășanie în noiembrie 1980. În plus, Demara a fost cunoscut și apreciat de Tony Curtis, care a afirmat într-o emisiune de televiziune cu Tom Snyder că rolul său preferat dintre toate cele pe care le-a jucat nu a fost „Strangulatorul din Boston” sau rolul său din celebra comedie „Some Like it Hot”, ci rolul său din filmul „The Great Imposter”, în care l-a interpretat pe Demara.
La sfârșitul anilor '70, faptele și infamia din trecutul lui Ferdinand Demara au fost descoperite, iar el a fost aproape concediat de la Spitalul Good Samaritan din Orange County din Anaheim, California, unde lucra ca preot vizitator. Cu toate acestea, șeful de personal Philip S. Cifarelli, care dezvoltase o relație strânsă de prietenie personală cu Demara, a garantat personal pentru el și lui Demara i s-a permis să rămână ca capelan. Demara a fost un preot foarte activ și apreciat, slujind o varietate de pacienți din spital. Puțini dintre cei cu care a interacționat la spital știau de trecutul său colorat. Datorită resurselor financiare limitate și a prieteniei sale cu Cifarelli și Jerry Nilsson, unul dintre principalii proprietari ai spitalului, i s-a permis să locuiască în spital până la moartea sa, chiar și după ce boala l-a forțat să nu mai lucreze pentru ei în 1980. 
Demara a murit la 7 iunie 1982, la vârsta de 60 de ani, din cauza unei insuficiențe cardiace și a complicațiilor cauzate de boala sa diabetică, care a necesitat amputarea ambelor picioare.